# Ирано-тунисские отношения
Ирано-тунисские отношения — двусторонние дипломатические отношения между Исламской Республикой Иран и Тунисской Республикой.

## История
В отличие от большинства государств арабского мира, выражающих враждебность по отношению к Ирану, Тунисская Республика является одной из немногих арабских стран, которые установили с ним хорошие и устойчивые дипломатические связи. Положительное влияние на взаимоотношение двух стран оказала Революция 1979 года и последовавшее за ней формирование Исламской Республики Иран. Внешнеполитический нейтралитет, провозглашённый правительством Туниса, также способствовал укреплению международных связей страны с Ираном, но в то же время спровоцировал негативную реакцию со стороны Саудовской Аравии.
Тунис стал одной из немногих арабских стран, которые выразили соболезнования Ирану в связи с терактом 2017 года в Тегеране. Оба государства разделяют позицию о том, что «границ для более широкого сотрудничества между Ираном и Тунисом не существует».
Тунис, равно как и Алжир, периодически обвиняется другими странами арабского региона в «восхвалении Ирана», особых симпатиях к Исламской Республике, что, однако, отрицается обоими государствами.
По мнению экспертов, правительство Тунисской Республики, периодически выступая посредником в переговорах, действует как нейтральная сила, во многом способствующая сглаживанию противоречий и установлению баланса между Ираном и Саудовской Аравией.